# غالب مجادلة
غالب مجادلة (بالعبرية: ראלב מג'אדלה) هو أول وزير عربي مسلم في حكومة إسرائيلية. عُيِّن في 28 يناير 2007 وزيرًا بدون حقيبة ثم تولى منصب وزير العلوم والثقافة والرياضة. هو عضو في الكنيست الإسرائيلي منذ عام 2004. رفض غناء النشيد الوطني الإسرائيلي عندما تولى الوزارة لأن النشيد كُتب لليهود فقط ويتغنى بالروح اليهودية.

## سيرته
وُلد غالب مجادلة عام 1953 في باقة الغربية، غالب مجادلة متزوج لهدى وله أربعة أولاد (مروة، بيسان، محمد ومالك)، اصغرهم ولد عام 1996
يسكن غالب مجادلة بالتحديد في:
باقة الغربية - حي الدردس، شارع الوحدة، شارع السلام
خريطة-ويكيبيديا
10 يناير 2012 كان مجادلة ينتقد اجتماعَ لجنةٍ معنية بقطاع التعليم بحثت توبيخ مدير مدرسة عربية سمح لتلاميذه بحضور مسيرة لحقوق الإنسان.
لكن النائبة أناستاسيا ميخائيلي عن حزب «إسرائيل بيتنا» قاطعته بقولها «إنك تحرض ضد الدولة»، فما كان من مجادلة إلا أن رد عليها بقوله: «اخرسي».
وبعد هذا الرد، جمعت ميخائيلي أغراضها وبدت في طريقها إلى الانصراف، لكن ليس قبل أن تفرغ بعضا من الماء في قدح بلاستيكي رشقت به مجادلة . وعلى اثر ذلك قررت لجنة الأخلاقيات التابعة للكنيست ابعاد ميخائيلي عن عملها بالكنيست لمدة شهر. ميخائيلي عرضت رسالة اعتذرت بها عن فعلتها.

## 
مجادلة عضو في الكنيست منذ 2004 عن حزب العمل الإسرائيلي وكان في مؤخرة قائمة الحزب في انتخابات فبراير 2009 ولذلك فقد مقعده. كان مجادلة عضوًا في عدة لجان برلمانية: التربية والثقافة والرياضة؛ العمل والرفاه والصحة؛ العلوم والتكنولوجيا؛ مراجعات الجمهور والعُمال الأجانب. وترأس مجادلة لجنة الداخلية والبيئة. وبالإضافة إلى ذلك، ينتمي مجادلة إلى اللوبي للشؤون الاجتماعية والبيئية.
- عاد إلى الكنيست في سنة 2010، واستلم منصب نائب رئيس الكنيست بعد دخولة بفترة قصيرة.
- وإضافة إلى ذلك، غالب مجادلة عضو في لجنة مراقبة الدولة وعضو في لجنة المالية في الكنيست.

## وزارته
عُيّن وزيرًا بلا حقيبة في 28 يناير 2007 بترشيح من زعيم حزب العمل الإسرائيلي وزير الدفاع عمير بيريتس وبعدها باسبوعين تم تعيينه في منصب وزير الثقافة والعلوم والرياضة في الحكومة الإسرائيلية خلفا لعوفير بينس باز.

## مقولاته
- «لا أفهم كيف يسمح يهودي عاقل مستنير لنفسه أن يطلب من شخص مسلم له ثقافته ولغته المختلفة أن يغني نشيد كتب لليهود فقط»
- «اعلمك أني وزير لسنه أو اثنان أو عشرة، لكني ولدت مسلم وسأموت مسلم وأنصحك عندما تسألني أسئلة ذات طابع ديني أن ما بين ديني واعتبارات كوني وزير، فإن ولائي لديني وقوميتي العربية ستضغى على اعتبارات كوني وزير.» مخاطباً عضواً آخر في الكينيسيت.
- «جذور عرب إسرائيل زُرعت قبل أنشاء الدولة. هم مواطنون في هذه الدولة ولهم حقوق. اقامتهم ومواطنتهم ليست مجال للمناقشة» في تعليق على تصريحات لتسيبي ليفني التي لمحت أن الدولة الفلسطينية المستقبلية قد تكون حل لعرب إسرائيل.

## وصلات أخرى
الموقع الرسمي للنائب غالب مجادلة